# Saint-Christophe-en-Boucherie
Saint-Christophe-en-Boucherie ist eine französische Gemeinde mit 234 Einwohnern (Stand: 1. Januar 2022) im Département Indre in der Region Centre-Val de Loire. Sie gehört zum Arrondissement La Châtre, zum Kanton La Châtre und zum Gemeindeverband Communauté de communes de la Châtre et Sainte Sévère. 

## Lage
Saint-Christophe-en-Boucherie liegt etwa 35 Kilometer ostsüdöstlich von Châteauroux. Im Gemeindegebiet entspringt der Bach Bailledets, der zur Grande Thonaise entwässert. Umgeben wird Saint-Christophe-en-Boucherie von den Nachbargemeinden La Berthenoux im Norden und Westen, Saint-Hilaire-en-Lignières im Norden und Nordosten, Rezay im Osten, Vicq-Exemplet im Süden und Südosten sowie Thevet-Saint-Julien im Südwesten.

## Bevölkerungsentwicklung
| Jahr                      | 1962 | 1968 | 1975 | 1982 | 1990 | 1999 | 2006 | 2013 |
| Einwohner                 | 445  | 412  | 342  | 308  | 277  | 246  | 250  | 239  |
| Quelle: Cassini und INSEE |      |      |      |      |      |      |      |      |

## Sehenswürdigkeiten

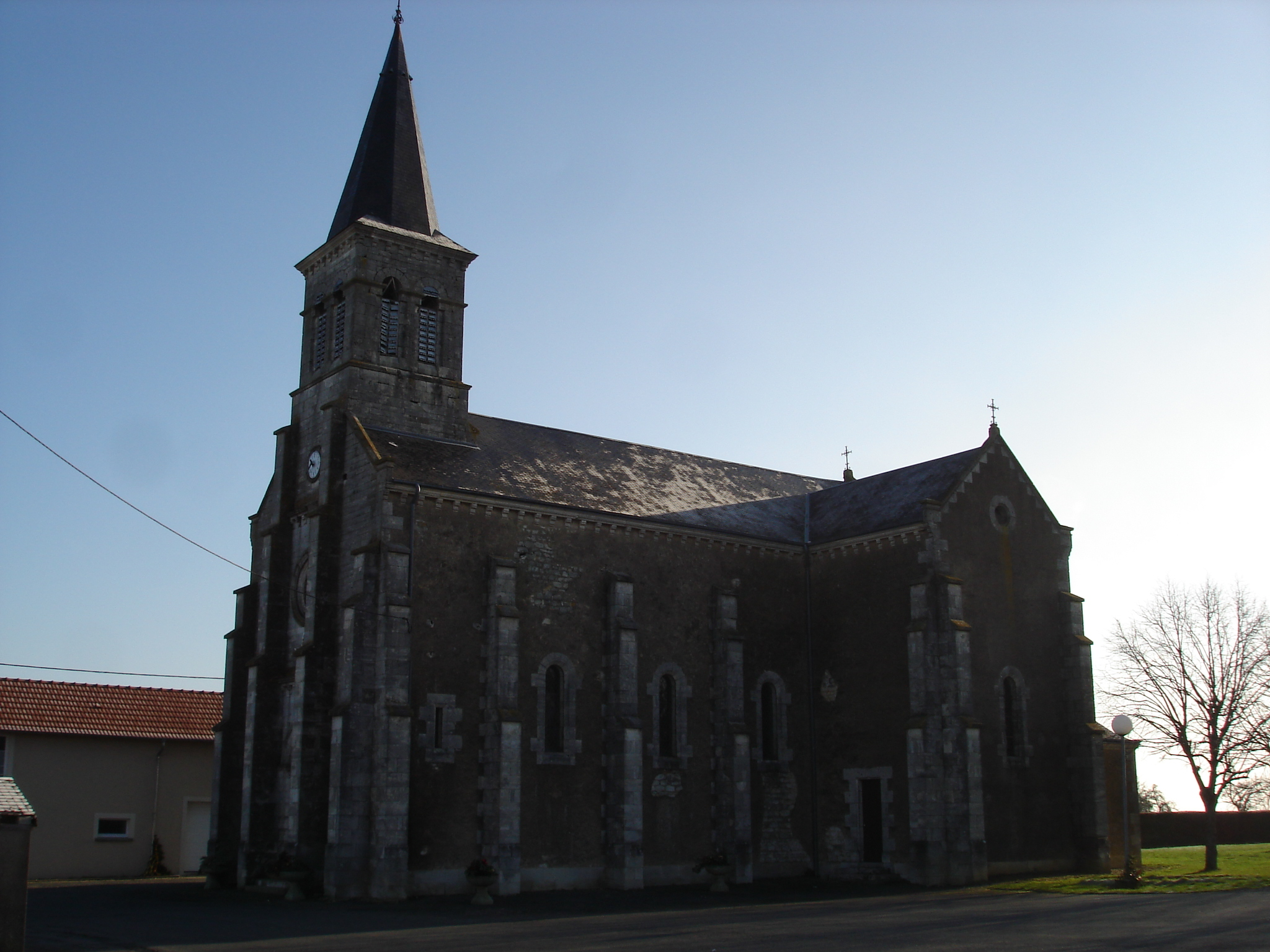
Kirche Saint-Christophe
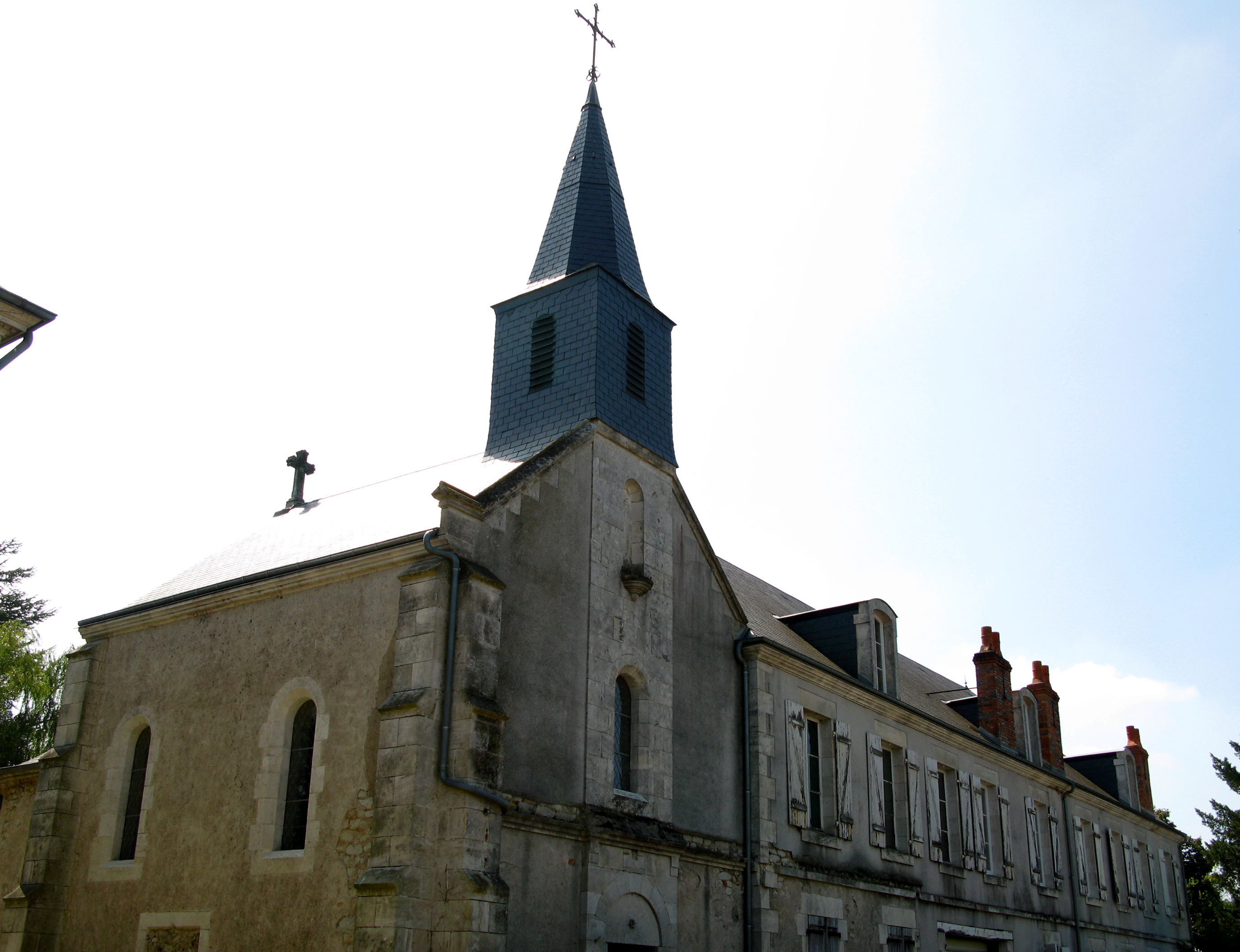
Kapelle Saint-Jean

- Kirche Saint-Christophe
- Kapelle Saint-Jean